# Violet Gibson
Violet Albina Gibson, född den 31 augusti 1876 i Dublin, död den 2 maj 1956 i Northampton, försökte mörda Benito Mussolini den 7 april 1926.

## Biografi
Violet Gibson växte upp i en rik aristokratisk familj. Hennes far var Irlands flerfaldiga lordkansler Edward Gibson, 1:e baron Ashbourne. Familjen bodde växelvis i Dublin och London och hade goda kopplingar till den brittiska kronan – till exempel när Violet var 18 gick hon på debutantbalen för drottning Victoria. Hennes ungdom var besvärlig, eftersom hon ofta led av fysiska sjukdomar som scharlakansfeber, röda hund, lungsäcksinflammation och bukhinneinflammation. Efter sin fars död 1913, en av många förluster i Gibsons liv, emigrerade hon till Paris för att arbeta för en pacifistisk organisation. Hon hade tidigare vänt sig bort från sin fars protestantiska tro. Som 26-åring blev hon katolik. Senare gick hon med i en jesuitorden. Ett år efter en brors död fick Violet Gibson ett mentalt sammanbrott och lades in på ett psykiatriskt sjukhus. Hon fortsatte sina tidigare intensiva studier av den kristna tron och Bibeln även efter sin utskrivning från kliniken. De kulminerade i önskan att "dö för Gud" och ett överlevt självmordsförsök där hon sköt sig själv i bröstet men missade sitt hjärta. Efter sin vistelse på kliniken flyttade Violet Gibson till Rom, där hon blev underrättad om sin mors död i mars 1926.
Hon ansågs vara mentalsjuk och tillbringade de sista åren av sitt liv på mentalsjukhus, St. Andrew's Hospital i Northampton i England, där hon dog 1956.
Boken The Woman who shot Mussolini handlar om Gibson.